# Santi Cosma e Damiano in Via Sacra

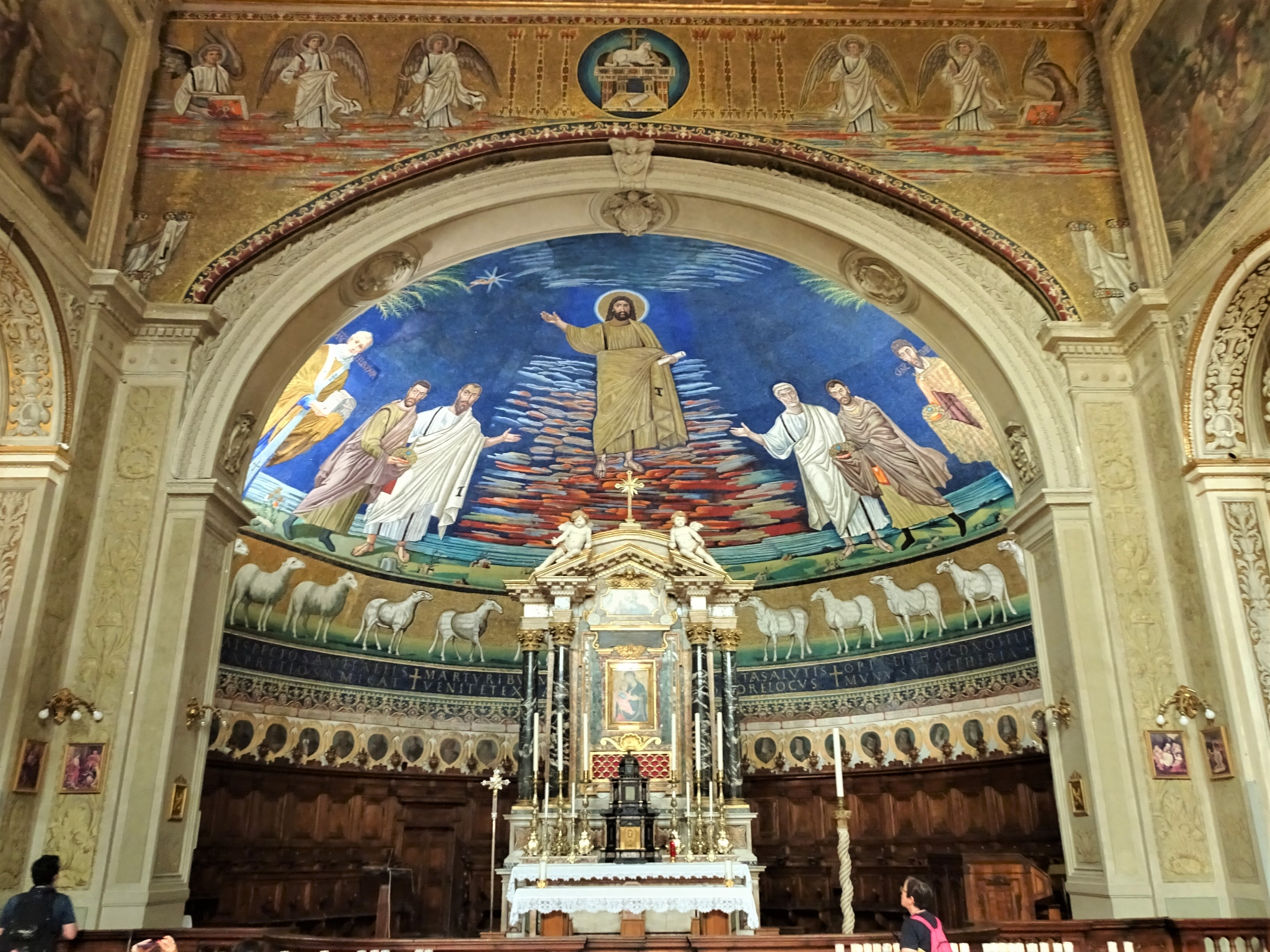
apsis en triomfboog

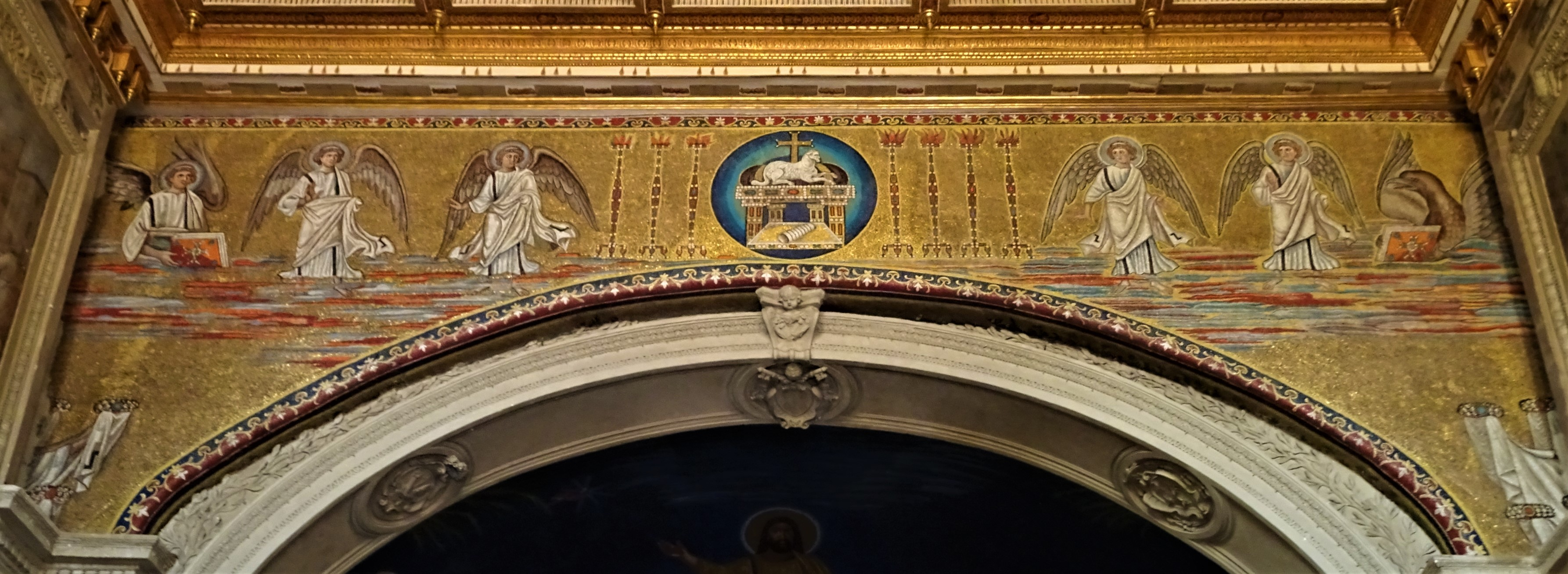
triomfboog

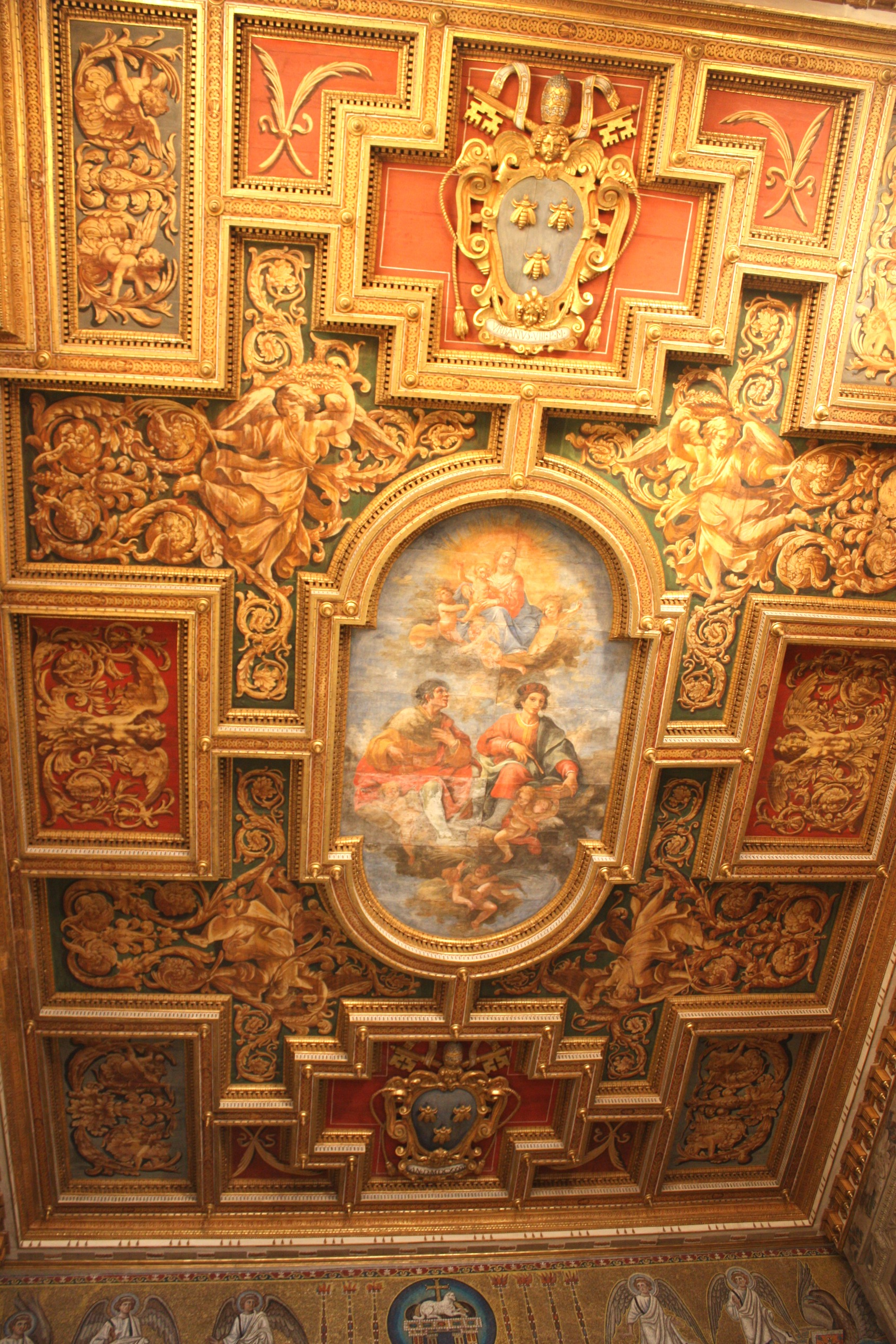
Santi Cosma e Damiano: zoldering van het middenschip

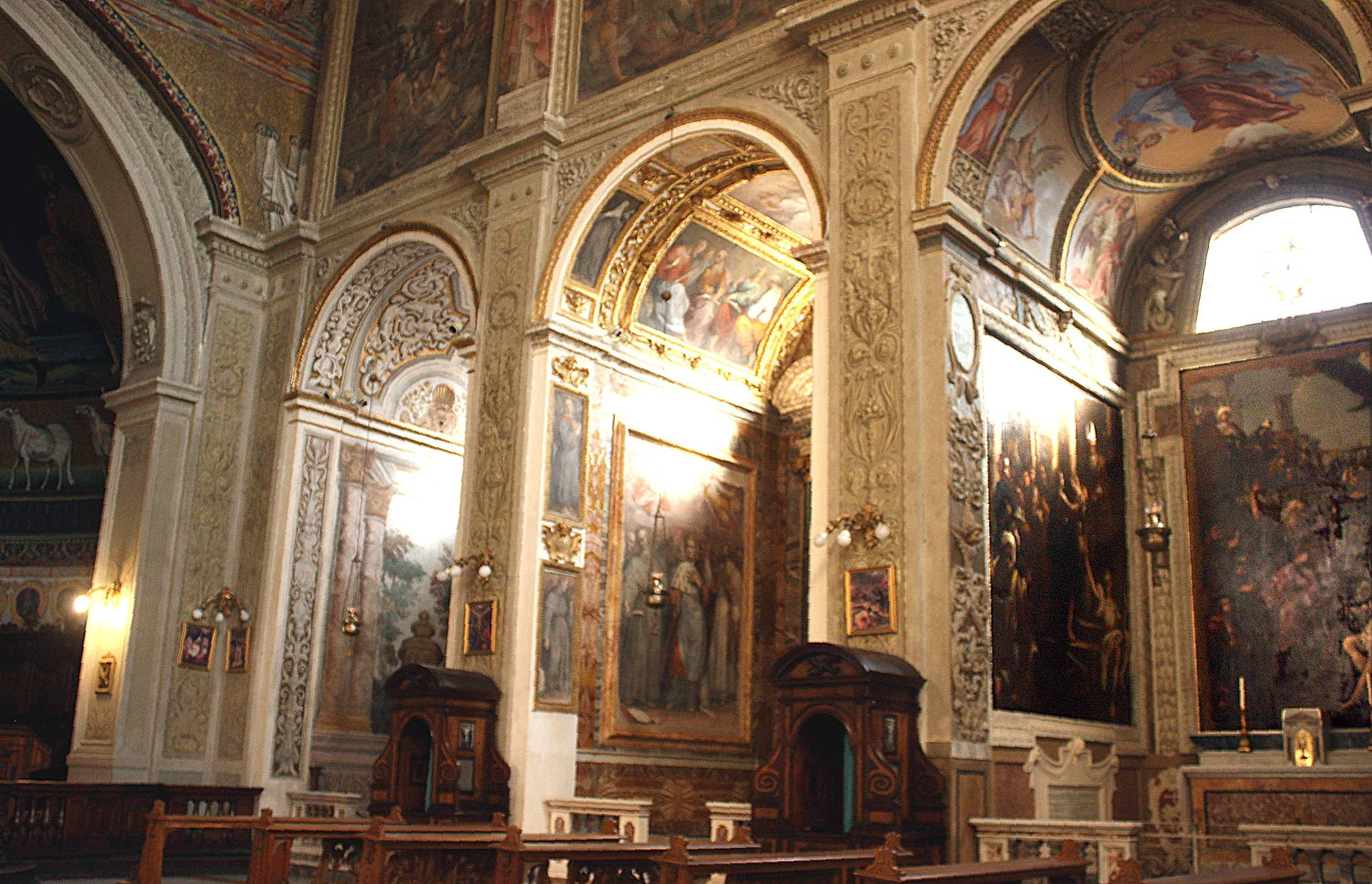
Santi Cosma e Damiano: middenschip en zijkapellen

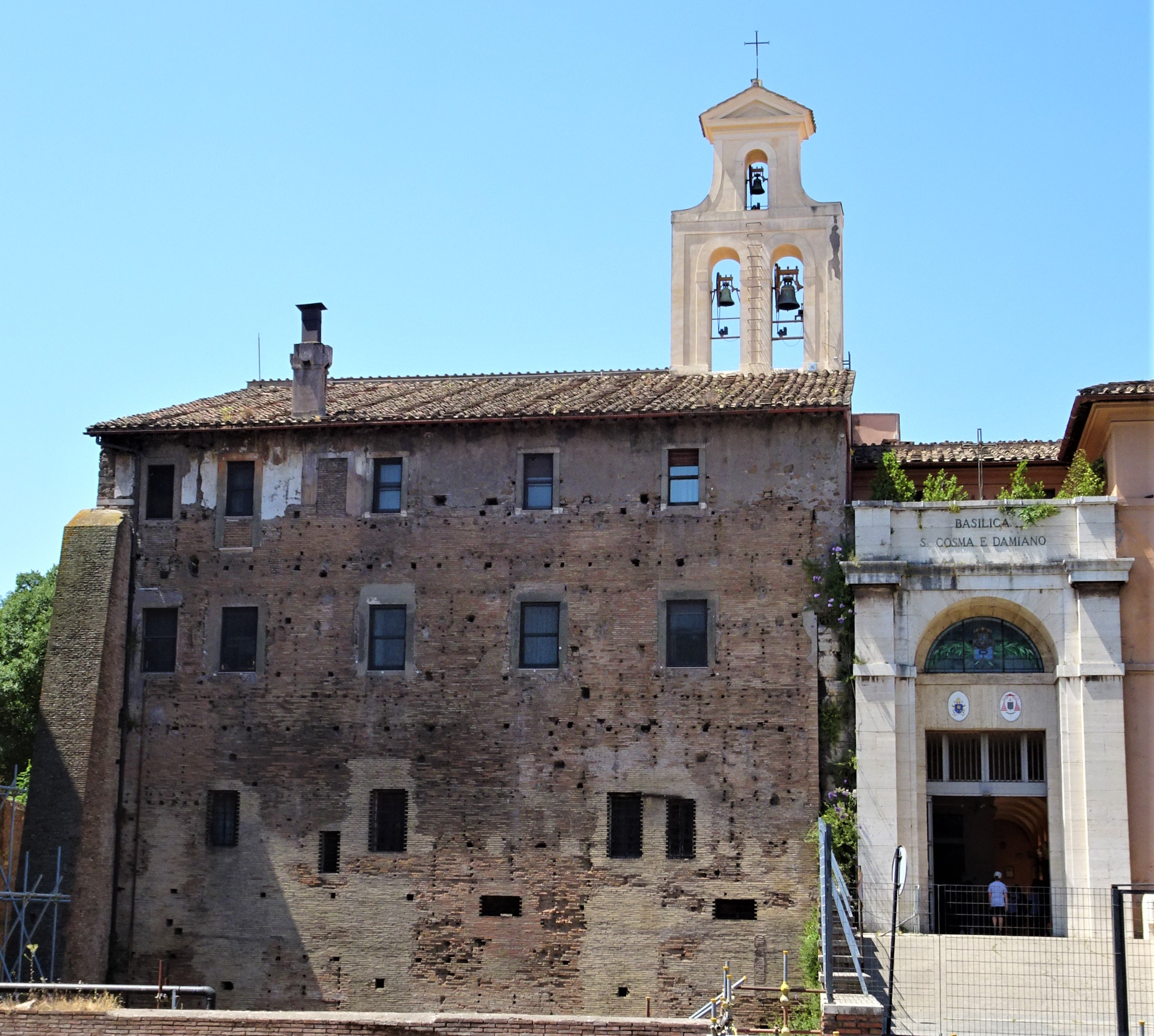
huidige ingang, en muur waaraan de Forma Urbis Romae was bevestigd

De Basilica dei Santi Cosma e Damiano in Via Sacra is een basiliek in Rome.

## Ligging en stichting
Deze basiliek, gelegen aan de Via dei Fori Imperiali in Rome,  is toegewijd aan de oosterse martelaren Cosmas en Damianus. Ze werd in 526-530 onder paus Felix IV ingericht in de bibliotheekzaal van het Forum Pacis, waarin vanaf de derde eeuw ook het kadaster van de stad Rome was ondergebracht. In de bakstenen buitenmuur langs de Via dei Fori Imperiali zijn nog de gaten zichtbaar voor de krammen waarmee de marmeren panelen van de Forma Urbis Romae waren bevestigd.
De basiliek wordt sinds 1512 bediend door de Franciscanen die het klooster bewonen dat aansluit bij deze basiliek.

## Apsis en triomfboog
De basiliek bewaart in de apsis nog het mozaïek uit de stichtingsperiode (laatste restauratie in 1989). Centraal staat Christus die afdaalt over vuurkleurige wolken. Aan weerszijden daarvan staan Petrus en Paulus; beiden stellen Hem een van de heilige broers Cosmas en Damianus voor, die Hem hun martelaarskrans aanbieden. Uiterst links biedt paus Felix IV het model van deze basiliek aan; uiterst rechts is de H. Theodorus afgebeeld. Aan weerszijden sluit een palmboom de scène af.
Over de hele breedte van de apsismozaïek stroomt de Jordaan; daaronder een paradijselijke weide. In de zone daaronder staat tegen een gouden achtergrond het Paaslam op een heuvel waaruit vier stromen vloeien (de vier evangeliën), te midden van twaalf schapen die de apostelen symboliseren. Zij treden tevoorschijn uit de heilige steden Bethlehem en Jeruzalem.
De portretten boven het houten koorgestoelte onder de apsismozaïek stellen heiligen en zaligen voor van de franciscaanse tertiarissen.
Op de triomfboog, eveneens uit de stichtingsperiode, is nogmaals het Paaslam te zien, nu liggend op de troon waaronder het Wetsboek ligt. Links en rechts ervan staan in totaal zeven kandelaars, met daarnaast telkens twee gevleugelde engelen. Uiterst links is de evangelist Mattheüs gesymboliseerd door de engel met het Boek en rechts de evangelist Johannes, gesymboliseerd door de arend.
Bij de verbouwing van de basiliek in de zeventiende eeuw verdwenen de voorstellingen van de evangelisten Marcus en Lucas op de triomfboog, en verloor de apsismozaïek zijn rijzige hoogte.

## Latere verbouwingen
Doordat het grondniveau van de omgeving sinds het einde van de Oudheid aanzienlijk was gestegen, moest de vloer van de basiliek meermaals worden verhoogd, voor de laatste maal vanaf 1626 onder paus Urbanus VIII.  Hierbij kwam de huidige vloer 7 meter boven de oorspronkelijke te liggen, en werd de tussenliggende ruimte heringericht als crypte. Onder het altaar in deze crypte zouden de relieken van de twee heiligen bewaard worden aan wie de basiliek is opgedragen.
Eveneens onder Urbanus VIII werd ook het gebouw van de basiliek zelf grondig vernieuwd: de muren uit de eerste eeuw werden afgebroken en vervangen door nieuwe. Overeenkomstig de vereisten van de Contrareformatie kreeg het gebouw nu een enkel schip met zijkapellen: vier aan de rechterzijde en aan de linkerzijde drie zijkapellen met daartussen de nieuwe ingang van de basiliek. Het schip kreeg een rijkelijk verguld cassetteplafond dat tweemaal het wapenschild van Urbanus VIII Barberini draagt en centraal een schilderij (van een onbekende auteur) bevat dat de glorie van de twee heiligen voorstelt.
Ook het hoofdaltaar  dateert uit de eerste helft van de zeventiende eeuw. Het heeft de typische vorm van een aedicula; het gebroken tympaan rust  op vier marmeren korintische zuiltjes, afkomstig uit de oude hoofdaltaar in de crypte. Zij flankeren de dertiende-eeuwse icoon “Madonna della Salute”.
De bevloering van de basiliek dateert uit 1920, en weerspiegelt de aflijning van het cassetteplafond.

## Vroegere vestibule en huidige ingang
De zogenaamde Tempel van Romulus uit het begin van de vierde eeuw, toegankelijk vanaf het Forum Romanum, werd in 526-530 heringericht als vestibule van de basiliek; vandaar de toevoeging "in Via Sacra" aan haar benaming. Hiermee was die tempel de eerste heidense cultusplaats in Rome die werd overgedragen aan de christelijke eredienst.
Op het einde van de 19e eeuw begonnen de archeologische opgravingen van het Forum Romanum, en nadien werd de tempel hersteld in de oorspronkelijke toestand.  Daardoor is de basiliek enkel nog toegankelijk vanuit de Via dei Fori Imperiali. De huidige toegang (zie afbeelding) leidt naar het atrium van het franciscanerklooster; van daaruit betreedt men de basiliek langs de zijkant ervan. Ook de crypte is vanuit dit atrium bereikbaar, evenals een zaal waar een 18e-eeuwse Napolitaanse kerststal is tentoongesteld.

## Fotogalerij

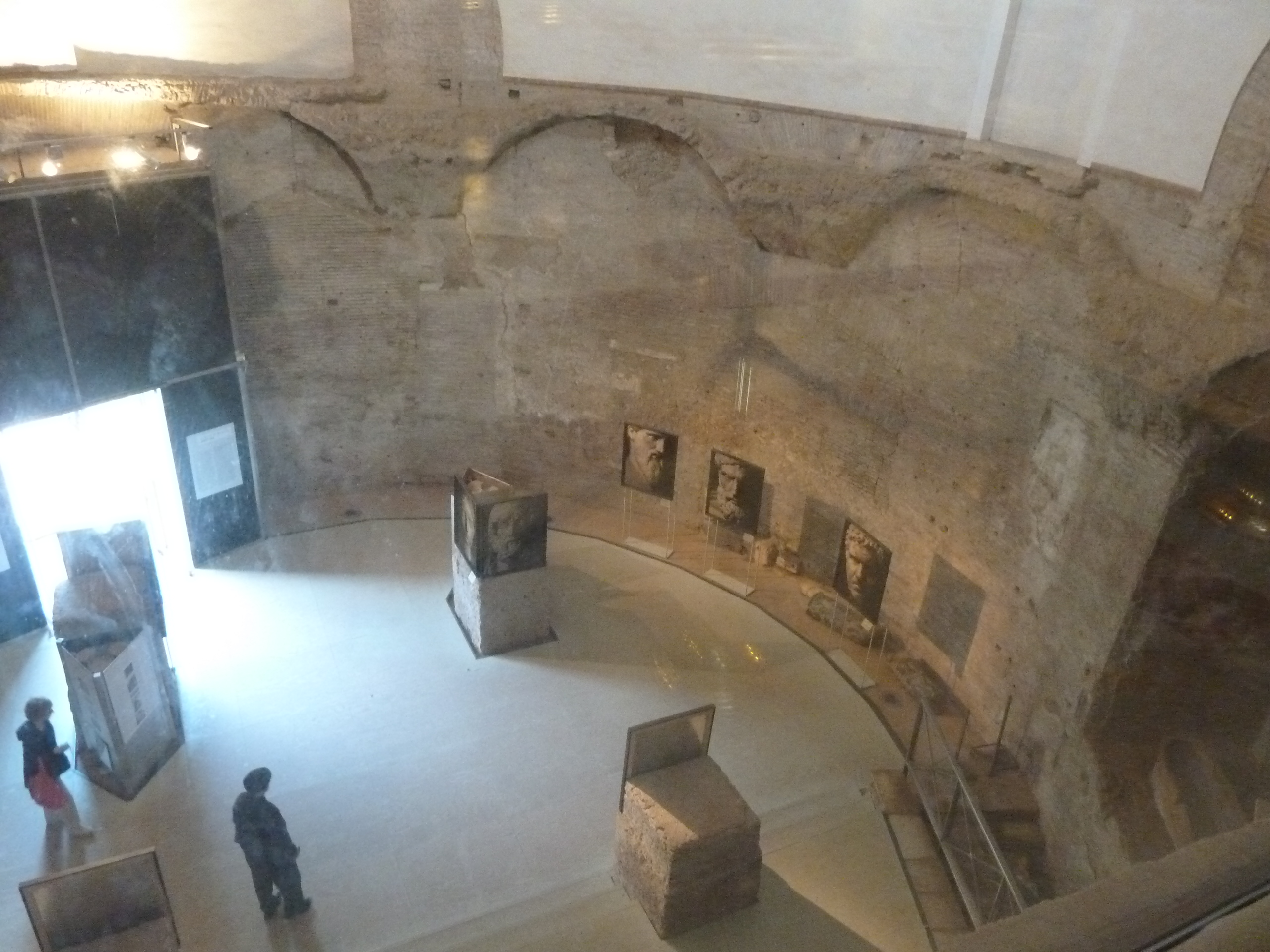
interieur van de tempel van Romulus gezien vanuit de basilica dei Santi Cosma e Damiano
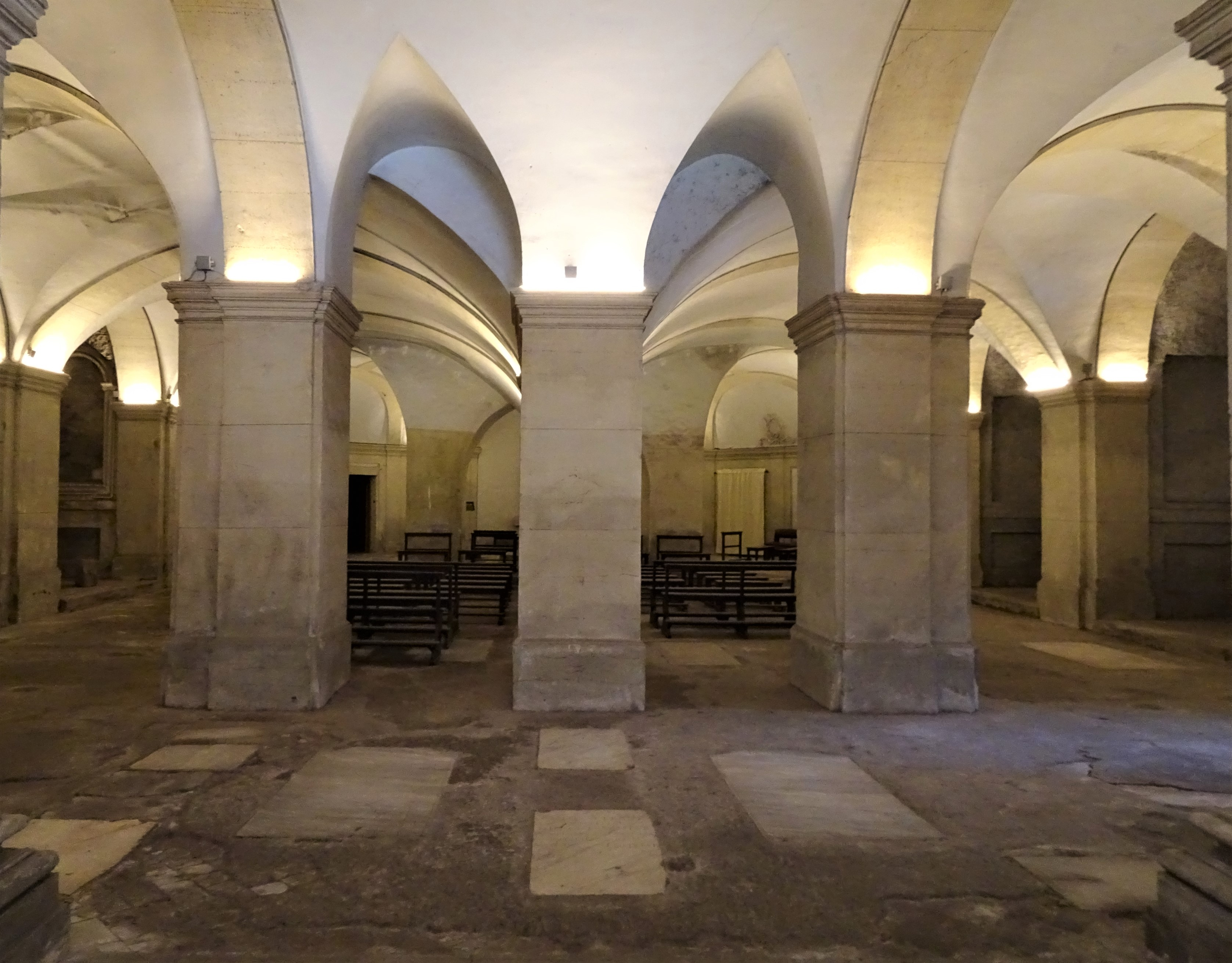
middenschip van de crypte
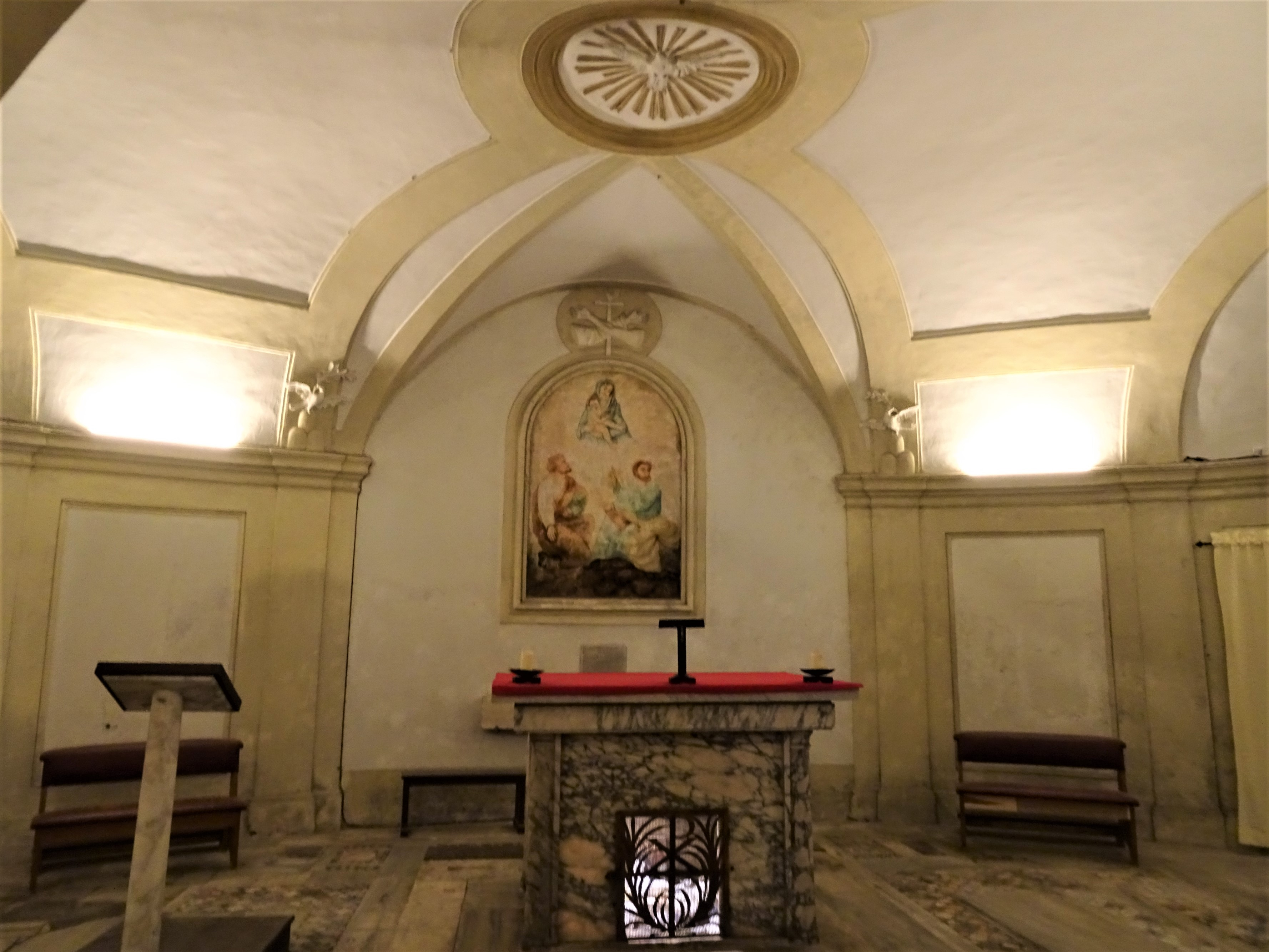
altaar van de crypte
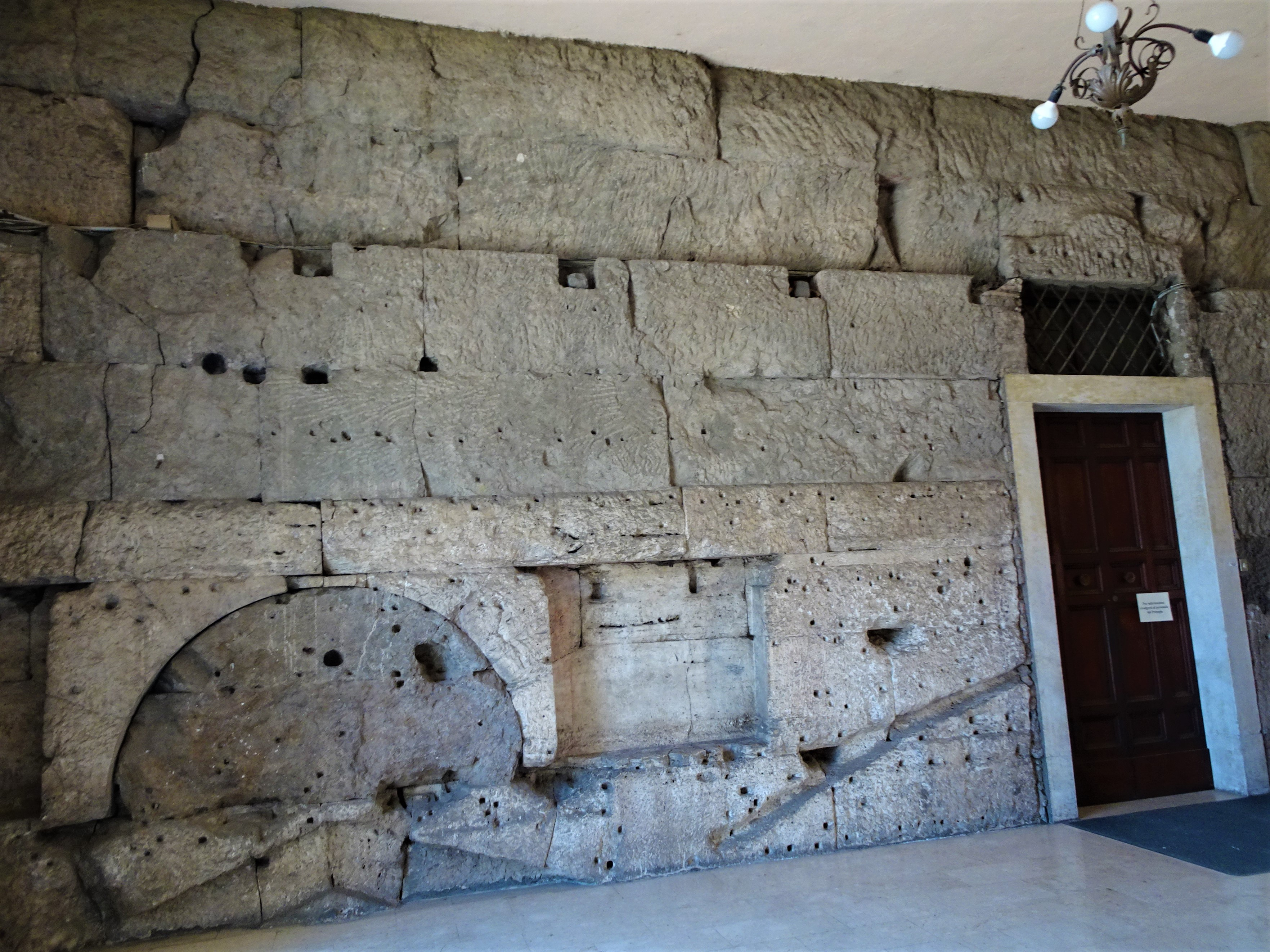
muur van de antieke blibliotheek waarin de basiliek werd ingericht

Sant'Agnese fuori le mura · 
Sant'Agnese in Agone · 
Sant'Agostino · 
Sant'Alberto Magno · 
Basilica di Santa Anastasia · 
Sant'Andrea al Quirinale · 
Sant'Andrea delle Fratte · 
Sant'Andrea della Valle · 
Sant'Andrea in Via Flaminia · 
Sant'Angela Merici · 
Santi Angeli Custodi a Città Giardino · 
Sant'Anselmo all'Aventino · 
Sant'Antonio da Padova all'Esquilino · 
Sant'Antonio da Padova in Via Tuscolana · 
Sant’Antonio di Padova a Circonvallazione Appia · 
Sant'Antonio in Campo Marzio · 
Sant'Apollinare alle Terme Neroniane-Alessandrine · 
Sant'Atanasio · 
Sant'Atanasio a Via Tiburtina · 
Santi Aquila e Priscilla · 
Santa Balbina · 
San Bernardo alle Terme · 
Santi Bonifacio e Alessio · 
San Callisto · 
San Camillo de Lellis · 
San Carlo ai Catinari · 
San Carlo al Corso · 
Basiliek van Santa Cecilia in Trastevere · 
San Cesareo in Palatio · 
Santa Chiara a Vigna Clara · 
San Clemente · 
San Corbiniano · 
Santi Cosma e Damiano in Via Sacra · 
San Crisogono · 
Santa Croce in Gerusalemme · 
Santa Croce in Via Flaminia · 
Sacro Cuore di Cristo Re · 
Sacro Cuore di Gesù · 
Sacro Cuore di Gesù agonizzante a Vitinia · 
Dio Padre Misericordioso · 
Santi XII Apostoli · 
San Domenico di Guzman · 
Santi Domenico e Sisto · 
Sant'Elena fuori Porta Prenestina · 
Sant'Eligio dei Ferrari · 
Sant'Emerenziana a Tor Fiorenza · 
Sant'Eugenio · 
Sant'Eusebio · 
Santi Fabiano e Venanzio a Villa Fiorelli · 
San Felice da Cantalice a Centocelle · 
Santa Francesca Romana · 
San Francesco a Ripa · 
San Francesco di Paola ai Monti · 
Friezenkerk · 
San Frumenzio ai Prati Fiscali · 
Il Gesù · 
Gesù Divino Lavoratore · 
San Giacomo in Augusta · 
San Gioacchino ai Prati di Castello · 
Santi Gioacchino e Anna al Tuscolano · 
San Giovanni a Porta Latina · 
San Giovanni Bosco in via Tuscolana · 
San Giovanni Crisostomo a Monte Sacro Alto · 
San Giovanni dei Fiorentini · 
Santi Giovanni e Paolo · 
Santi Giovanni Evangelista e Petronio · 
San Giovanni Maria Vianney · 
San Girolamo dei Croati · 
San Giuliano Martire · 
San Giustino · 
Gran Madre di Dio · 
San Gregorio Magno al Celio · 
San Gregorio Magno alla Magliana Nuova · 
San Gregorio VII · 
Sant'Ignazio · 
Sint-Jan van Lateranen · 
Sint-Juliaan-der-Vlamingen · 
San Leonardo da Porto Maurizio · 
San Leone I · 
San Liborio · 
San Lorenzo in Damaso ·  
San Lorenzo in Lucina · 
San Lorenzo in Panisperna · 
San Luca a Via Prenestina · 
San Luigi dei Francesi · 
Santuario della Madonna del Divino Amore · 
Madonna dell'Archetto - 
Santi Marcellino e Pietro · 
San Marcello al Corso · 
San Marco · 
Santa Maria ai Monti · 
Santa Maria Ausiliatrice in Via Tuscolana · 
Santa Maria Consolatrice al Tiburtino · 
Santa Maria degli Angeli e dei Martiri · 
Santa Maria dei Miracoli en Santa Maria in Montesanto · 
Santa Maria dell'Anima · 
Santa Maria della Pace · 
Santa Maria della Salute a Primavalle · 
Santa Maria della Scala · 
Santa Maria della Vittoria · 
Santa Maria delle Grazie a Via Trionfale · 
Santa Maria del Popolo · 
Santa Maria del Suffragio · 
Santa Maria di Monserrato · 
Santa Maria Domenica Mazzarello · 
Santa Maria Goretti · 
Santa Maria Immacolata a Grottarossa · 
Santa Maria in Aquiro · 
Santa Maria in Aracoeli · 
Santa Maria in Campitelli · 
Santa Maria in Cappella · 
Santa Maria in Domnica · 
Santa Maria in Transpontina · 
Santa Maria in Trastevere · 
Santa Maria in Trivio · 
Santa Maria in Vallicella · 
Santa Maria in Via · 
Santa Maria in Via Lata · 
Santa Maria Liberatrice a Monte Testaccio · 
Santa Maria Madre della Providenza a Monte Verde · 
Santa Maria Madre del Redentore a Tor Bella Monaca · 
Basiliek van Santa Maria Maggiore · 
Santa Maria Regina degli Apostoli alla Montagnola · 
Santa Maria Regina Mundi a Torre Spaccata · 
Santa Maria sopra Minerva · 
Santa Beata Maria Vergine Addolorata a piazza Buenos Aires · 
San Martino ai Monti · 
Natività di Nostro Signore Gesù Cristo a Via Gallia · 
Santi Nereo e Achilleo · 
San Nicola in Carcere · 
Santissimo Nome di Maria al Foro Traiano · 
Nostra Signora del Sacro Cuore · 
Ognissanti in Via Appia Nuova · 
Sant'Onofrio · 
Sint-Pancratiusbasiliek · 
Pantheon (Rome) · 
San Patrizio ·
Sint-Anna in Lateranen ·
Sint-Paulus buiten de Muren · 
Sint-Pietersbasiliek · 
Santi Pietro e Paolo a Via Ostiense · 
San Pietro in Montorio · 
San Pietro in Vincoli · 
Santa Prassede · 
Preziosissimo Sangue di Nostro Signore Gesù Cristo · 
Santa Prisca · 
Santa Pudenziana · 
Santi Quattro Coronati · 
Santi Quirico e Giulitta · 
Santissimo Redentore e Sant'Alfonso in Via Merulana · 
Santa Sabina · 
San Salvatore in Lauro · 
Sint-Sebastiaan buiten de Muren · 
San Silvestro in Capite · 
Santi Simone e Giuda Taddeo a Torre Angela · 
Sixtijnse Kapel · 
Santa Sofia a Via Boccea · 
Santa Susanna · 
Tempietto van San Pietro in Montorio · 
Santa Teresa al Corso d’Italia · 
Trinità dei Monti · 
Sant’Ugo · 
Beata Vergine Maria del Monte Carmelo a Mostacciano · 
Basilica di San Vitale